# Maïssa
Maïssa (en arabe : ميساء) est un prénom arabe féminin issu de l'arabe maysân signifiant « l'étoile scintillante ». Sa fête, de par sa parenté étymologique avec le prénom Estelle, est celle d'Estelle de Saintes, le 11 mai.

## Nom provençal
Le nom provençal Maissa tire son origine du latin maxilla (mâchoire). Le docteur Simon-Jude Honnorat explique que le mot latin maxilla a subi une apocope donnant le mot Max. Le mot Max a ensuite subi la transformation de la voyelle a en ai et du x en ss, donnant le radical Maiss.
Cette transformation de la voyelle a en ai et du x en ss est également attestée en langue d'oïl. Louis Alibert précise également que le nom provençal Maissa a pour étymologie le latin Maxilla.
Le nom de famille Maissa désigne, en provençal, un homme prolixe ou qui a un fort appétit,.